# Djakaridja Traoré
Djakaridja Traoré (Grand-Lahou, Abiyán; 9 de enero de 1995) es un futbolista costamarfileño que juega como centrocampista en el San Fernando C. D. de la Primera División RFEF.

## Trayectoria
Formado en la escuela en Grand-Lahou, pequeña localidad a 100 kilómetros de Abiyán (Costa de Marfil) que abrió el R. C. D. Espanyol. De ahí, pasó al Juvenil A y después al filial.
En enero de 2015 llegó a Valdebebas. No gozaba de todos los minutos que le gustaría con el técnico del filial perico, Lluís Planagumà, y el Madrid se movió con celeridad para llevarse a una de las mayores promesas de la cantera blanquiazul. Estuvo una semana a prueba en el Real Madrid C antes de que se concretara el traspaso al club blanco.

El 19 de agosto de 2015 fichó por 3 años por el Girona F. C. y fue traspasado por una temporada a la U. E. Olot.
En 2017 fichó por el "Decano del fútbol español", el Real Club Recreativo de Huelva, que lo cedió en el mercado de invierno de la temporada 2018-19 al Sevilla Atlético.
A inicios de la temporada 2019-20 fichó por el C. D. Badajoz. En septiembre de 2020 se oficializó su fichaje por el Córdoba Club de Fútbol y en julio de 2021 por el San Fernando C. D.